# Ultima misiune (film din 1949)
Ultima misiune (în engleză She Wore a Yellow Ribbon) este un film western american Technicolor din 1949. Regizat de John Ford, îl are în rolul principal pe John Wayne. Este al doilea film din „Trilogia Cavaleriei”, celelalte fiind Fort Apache (1948) și Rio Grande (1950). Având un buget de 1,6 milioane de dolari, filmul a fost unul dintre cele mai scumpe lungmetraje western realizate până atunci și a reprezentat un succes major pentru RKO Pictures. Filmul poartă numele melodiei „She Wore a Yellow Ribbon⁠(d)”, un cântec popular în rândul soldaților din armata americană.
Filmul a fost turnat în Monument Valley, în Rezervația Navaho⁠(d) de-a lungul graniței dintre statele Arizona și Utah. Ford și directorul de imagine Winton C. Hoch⁠(d) au fost influențați de picturile și sculpturile lui Frederic Remington⁠(d). Hoch a câștigat Premiul Oscar la categoria cea mai bună imagine în 1950⁠(d). De asemenea, a fost nominalizat la categoria cel mai bun western american al anilor 1950, Writers Guild of America acordând premiul filmului Cerul galben⁠(d).

## Rezumat
În pragul pensionării sale în 1876 la Fortul Starke, un mic post al Armatei de Frontieră⁠(d), veteranul Nathan Cutting Brittles primește o ultimă misiune: să rezolve problema amerindienilor Cheyenne⁠(d) și Arapaho⁠(d) care își părăsesc rezervația după înfrângerea lui George Armstrong Custer în Bătălia de la Little Big Horn pentru a preveni un nou război.
Sarcina lui Brittles este complicată de un al doilea ordin: să le transporte pe soția și nepoata comandantului - Abby Allshard și Olivia Dandridge - spre est. Între timp, ofițerii săi, prim-locotenentul⁠(d) Flint Cohill și sublocotenentul⁠(d) Ross Pennell, intră în conflict din cauza sentimentelor pe care le au pentru Olivia și așteaptă pensionarea căpitanului lor.
Brittles este asistat de cercetașul Tyree, un fost căpitan de cavalerie în Armata Confederată, sergentul Quincannon și maiorul Allshard, comandant și vechi prieten.
Deși pare că a eșuat în ambele misiuni, Brittles revine cu trupele sale la Fortul Starke pentru pensionare. Locotenenții săi își continuă misiunea pe teren, fiind însoțiți de Brittles la scurt timp după ce „a părăsit postul și armata”. În încercarea de a salva cât mai multe vieți, căpitanul se întâlnește cu prietenul său amerindian, căpetenia Pony That Walks, pentru a preveni conflictul. Când discuțiile eșuează, acesta pune la cale o strategia riscantă pentru a evita sângerosul război: alungă întreaga herghelie a indienilor renegați din tabără, forțându-i să revină în rezervație.
Brittles este rechemat în funcția de șef al cercetașilor cu gradul de locotenent colonel⁠(d) printr-un ordin al Departamentului de Război⁠(d) al Statelor Unite aprobat de către generalul Phil Sheridan, generalul William Tecumseh Sherman și președintele Ulysses S. Grant. Olivia și locotenentul Cohill se logodesc, iar filmul se încheie cu trupa de cavalerie care patrulează.

## Distribuție
- John Wayne – căpitanul Nathan Brittles
- Joanne Dru – Olivia Dandridge
- John Agar – locotenentul Flint Cohill
- Ben Johnson – sergentul Tyree
- Harry Carey Jr. – locotenentul Ross Pennell
- Victor McLaglen – sergentul Quincannon
- Mildred Natwick –  Abby Allshard
- George O'Brien – maiorul Mack Allshard
- Arthur Shields – dr. O'Laughlin
- Michael Dugan – sergentul Hochbauer
- Căpetenia John Big Tree – căpetenia Pony-That-Walks
- Fred Graham – sergentul Hench
- George Sky Eagle – căpetenia Sky Eagle
- Tom Tyler – caporalul Quayne
- Noble Johnson – Red Shirt

Fratele mai mare al regizorului, Francis Ford⁠(d), apare într-o singură scenă, interpretându-l pe barmanul Connolly. Ford i-a oferit acestuia salariu „pe parcursul a opt săptămâni, chiar dacă Francis ar fi putut să-și termine scenele în mai puțin de o săptămână”. Alți membri ai distribuției nemenționați pe generic sunt: Irving Pichel ca narator, Harry Woods⁠(d) în rolul Karl Rynders; Cliff Lyons⁠(d) în rolul Trooper Cliff; Mickey Simpson în rolul fierarului Wagner; Fred Libby în rolul caporalului Kumrein și Rudy Bowman⁠(d) în rolul soldatului Smith. Printre asociații lui Rynders se numără și actorul veteran Paul Fix într-un rol minor nemenționat.